# Memphis (Missouri)
Memphis é uma cidade localizada no estado americano de Missouri, no Condado de Scotland.

## Demografia
Segundo o censo americano de 2000, a sua população era de 2061 habitantes.
Em 2006, foi estimada uma população de 2005, um decréscimo de 56 (-2.7%).

## Geografia
De acordo com o United States Census Bureau tem uma área de
4,1 km², dos quais 4,1 km² cobertos por terra e 0,0 km² cobertos por água. Memphis localiza-se a aproximadamente 244 m acima do nível do mar.

## Localidades na vizinhança
O diagrama seguinte representa as localidades num raio de 20 km ao redor de Memphis.